# Cuandu
O ouriço-cacheiro (Coendou prehensilis), ou cuandu, é o nome vulgar de um roedor arborícola, notívago e herbívoro, encontrado no Brasil, Argentina, Uruguai, Colômbia, Venezuela, Guiana, Guiana Francesa, Peru, Paraguai, Suriname, Bolívia e Trinidad, com um único registro do Equador.Também conhecido como porco-espinho, cuandu e cuim. Em Portugal, é conhecido como porco-espinho-brasileiro ou, simplesmente, porco-espinho, já que o nome ouriço-cacheiro é reservado para o Erinaceus europeus, que pertence a um ouriço da família Erinaceidae.

## Etimologia
"Cuandu" procede do tupi antigo kûandu. Cuim vem do tupi ku'ĩ, designando uma espécie de cuandu.

## Nomes vernáculos
- Língua kwazá[4]: açu
- ouriço ou ouriço-cacheiro (Brasil).

## Descrição

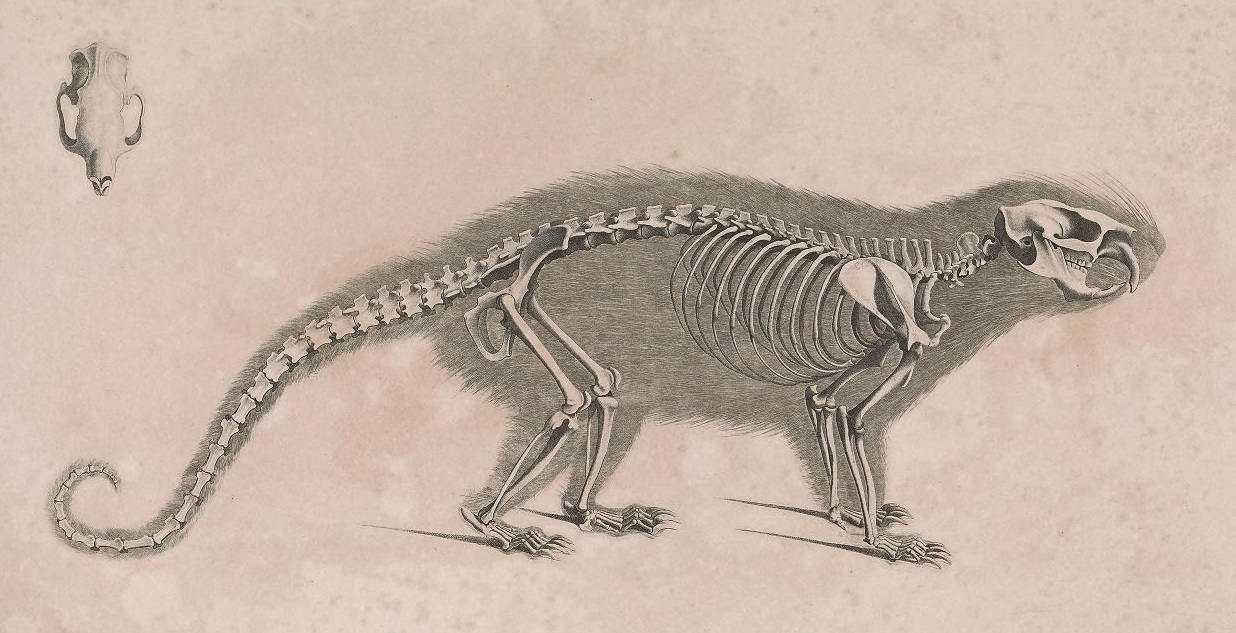
Esqueleto

O ouriço-cacheiro é um mamífero de 30 a 60 centímetros de comprimento e de 2 a 4 quilogramas de peso máximo, seu corpo é coberto por espinhos curtos e pontiagudos em cor esbranquiçada ou amarelada, misturada com o pelo mais escuro. Esse animal tem hábitos arborícolas, segurando-se com sua cauda preênsil, e transita com frequência pelas bordas das matas de galeria, onde pode entrar em contato com animais domésticos e pessoas.
São animais noturnos e crepusculares. À noite, saem para procurar alimento, principalmente frutos (Eisenberg e Redford, 1999), com diversas adaptações fisiológicas e metabólicas para a herbivoria. Vivem solitários ou em pares, produzindo um único filhote por ninhada. São animais que têm vida reprodutiva de até 12 anos. O ouriço-cacheiro recém-nascido é coberto com cabelos vermelhos e espinhos pequenos, que se endurecem pouco depois do nascimento.